# Jan Polák (1989)
Jan Polák (Liberec, 26 marzo 1989) è un ex calciatore ceco, di ruolo difensore.

## Carriera

### Club
Vanta 2 presenze in Europa League e 2 incontri in Coppa Intertoto.
Ha militato in varie squadre fra Polonia, Italia e Repubblica Ceca.
Il 19 luglio 2016 viene acquistato dalla Cremonese.
Nel 2019 si trasferisce al Südtirol, in Serie C.

## Palmarès

### Club

#### Competizioni nazionali
- Campionato ceco: 1

Slovan Liberec: 2011-2012